# 17
سنة 17 م هي سنة بسيطة تبدأ يوم الجمعة حسب تقويم يولياني

## أحداث

### حسب المنطقة

#### أوروبا
- بداية الحرب الأهلية في جرمانيا.
- هزيمة ملك ماركومانيون ماربود من قبل أرمينيوس وقبائله الجرمانية.

#### أسيا الصغرى
- هزة أرضية في الأناضول تدمر مدينة سارد وتؤذي مدناً أخرى.[1]

## وفيات
- أوفيد
- تيتوس ليفيوس